# Rafał Terlecki
Rafał Terlecki (ur. 12 lipca 1997) – polski judoka.
Zawodnik klubów: KJ Politechniki Białostockiej Białystok (2009-2013), BKS Hetman Białystok (2014), KS Gwardia Białystok (od 2015). Brązowy medalista mistrzostw Polski seniorów 2018 w kategorii do 73 kg. Ponadto m.in. młodzieżowy wicemistrz Polski 2018 i mistrz Polski kadetów 2012.